# Papel de la mujer en las Guerras Mundiales

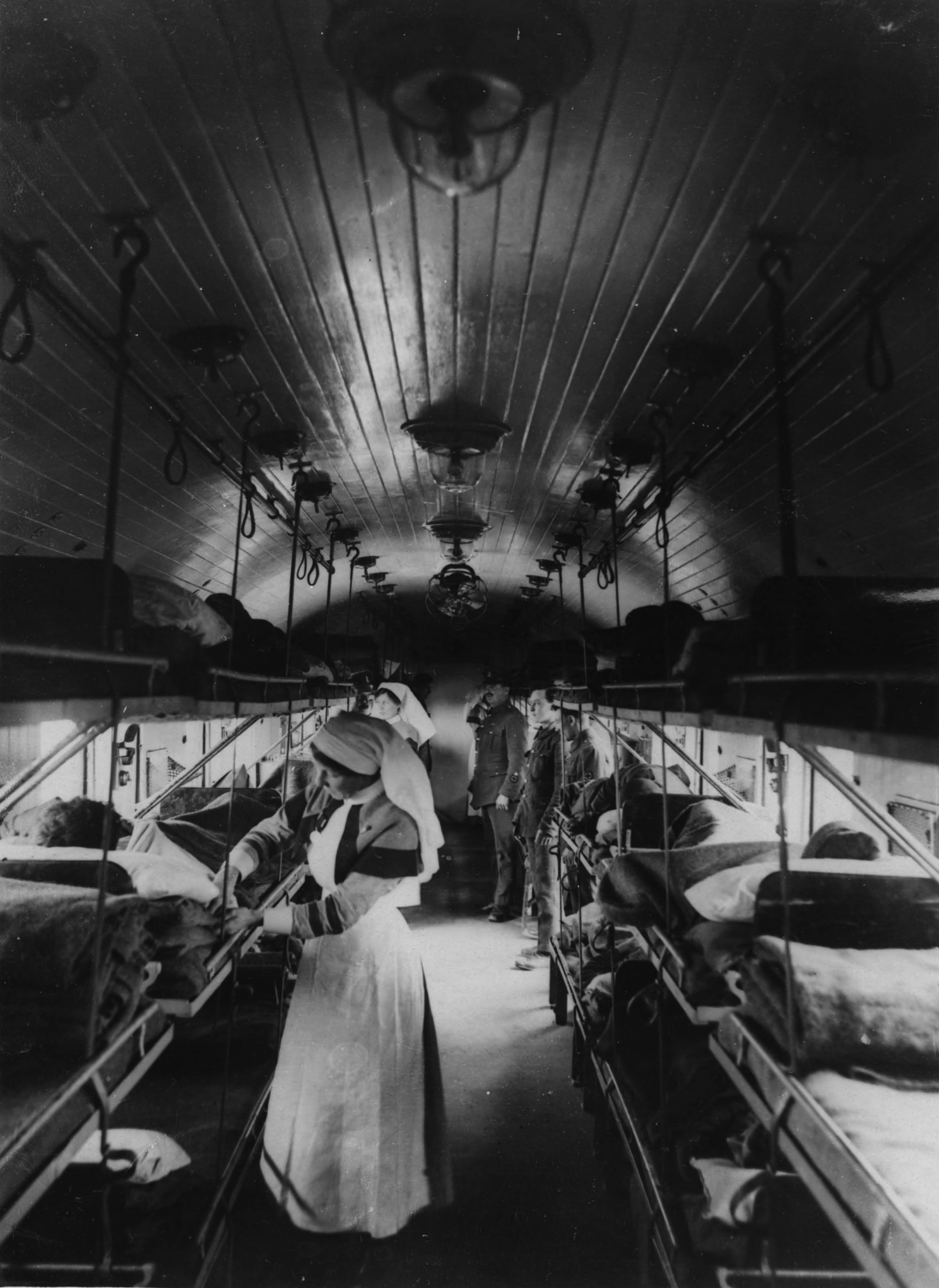
Interior de un vagón-ambulancia de un tren británico en Francia durante la Primera Guerra Mundial.

Durante el siglo XX, las mujeres en las guerras mundiales se volvieron indispensables para la movilización total de los recursos de la sociedad, ser enfermeras y transportar los heridos.

## Antecedentes
Antes de la Primera Guerra Mundial, los roles femeninos tradicionales abonados en los países occidentales eran en su mayoría limitados al ámbito doméstico, como sirvientas y amas de casa, además de empleos en las fábricas de textiles, la enfermería y la costura y lavandería.
En el Reino Unido, por ejemplo, justo antes de la Primera Guerra Mundial, de las aproximadamente 24 millones de mujeres adultas, en torno 1,7 millones trabajaban en el servicio doméstico, 800 000 trabajaban en la fabricación de textiles, 600 000 trabajaban en los comercios de ropa, 500 000 trabajaban en el comercio, y 260 000 trabajaban en el gobierno local y nacional, incluyendo la enseñanza. En los oficios textiles y de confección británicos, en particular, se emplearon muchas más mujeres que hombres y eran considerados como "trabajo de mujeres".
Mientras que algunas mujeres lograron entrar en las carreras tradicionalmente masculinas, en su mayor parte, se esperaba que fueran principalmente involucradas en "deberes del hogar" y "trabajo de mujeres". Antes de 1914, sólo unos pocos países, como Nueva Zelanda, Australia, y varios países escandinavos, habían dado a las mujeres el derecho de voto pero por lo demás, las mujeres participaban mínimamente en el proceso político. 
Las dos guerras mundiales articuladas tanto de producción industrial como lo hicieron en los enfrentamientos del campo de batalla. Con millones de hombres lejos para luchar en la guerra y con las bajas inevitables, había una grave escasez de mano de obra en una variedad de industrias, desde el trabajo rural y agrícola a trabajos de oficina urbanos.
Durante las dos guerras mundiales las mujeres fueron necesarias por el esfuerzo nacional de guerra para llevar a cabo nuevas funciones. En Reino Unido, esto se conoce como un proceso de "dilución" y fue fuertemente contestada por los sindicatos, sobre todo en la ingeniería y la construcción de barcos. Durante la duración de las dos guerras mundiales, las mujeres tomaron el capacitado "trabajo de hombres". Sin embargo, de conformidad con el acuerdo negociado con los sindicatos, las mujeres que llevaban a cabo los trabajos objeto del contrato de dilución perdieron sus puestos de trabajo al final de la Primera Guerra Mundial.

## En la Primera Guerra Mundial

### Frente interno

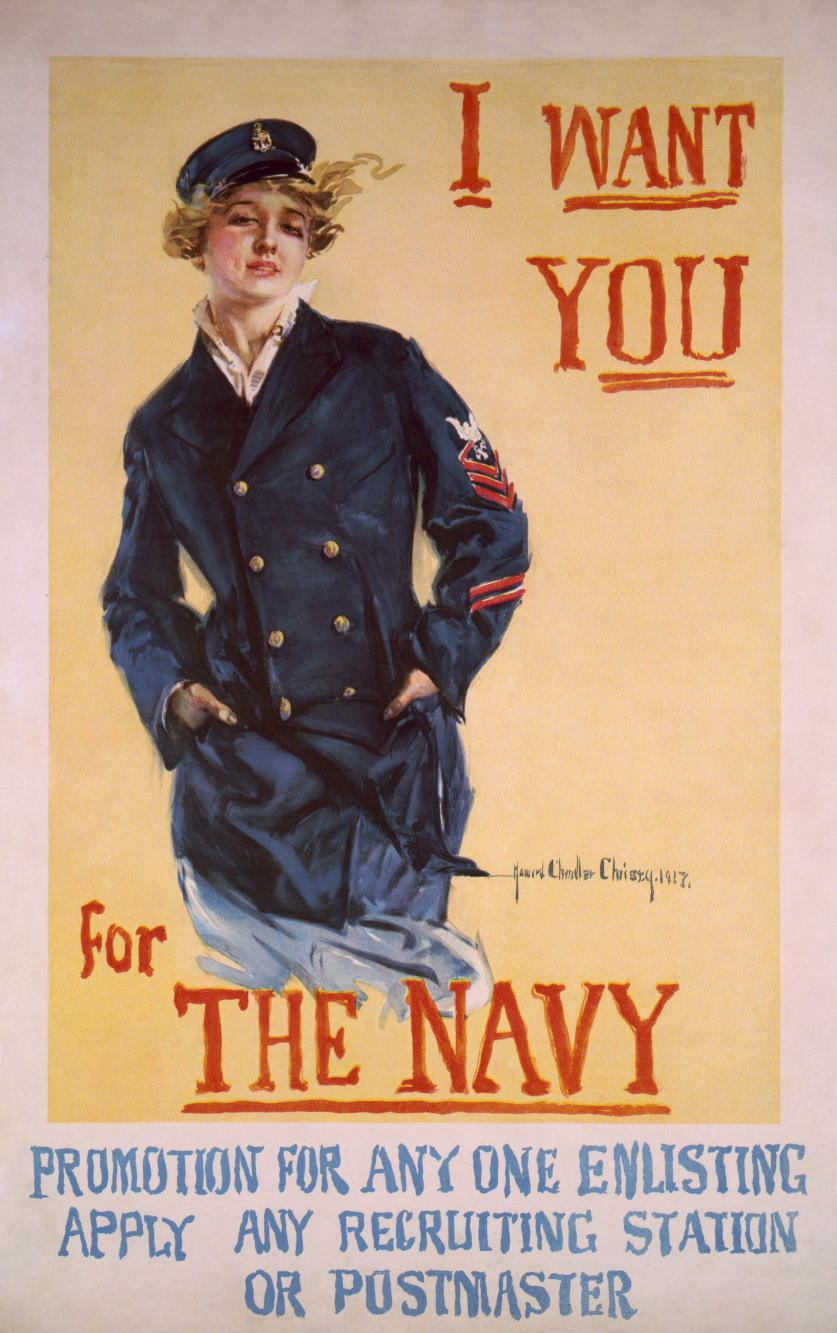
La marina de los Estados Unidos comenzó a aceptar a las mujeres para el servicio alistado durante la Primera Guerra Mundial

En 1914 casi 5 090 000 de las 23,8 millones de mujeres en Reino Unido estaban trabajando. Miles trabajaban en fábricas de municiones, oficinas y grandes hangares utilizados para construir aviones. Las mujeres también estaban involucradas en tejer calcetines para los soldados en el frente, así como otros trabajos de voluntariado, como una cuestión de supervivencia, las mujeres tenían que trabajar por cuenta ajena por el bien de sus familias. Muchas mujeres trabajaban como voluntarias al servicio de la Cruz Roja, alentaron a la venta de bonos de guerra o plantaciones "jardines de la victoria".
Las mujeres no sólo tenían que mantener "el fuego del hogar", pues ellas lo tomaron voluntariamente y el empleo remunerado, que fue diverso en su alcance, mostraría que las mujeres eran muy capaces en diversos campos de la actividad laboral. No hay duda de que esto amplió la visión del papel de la mujer en la sociedad y cambió la perspectiva de lo que las mujeres podían hacer y su lugar en la fuerza de trabajo. Aunque a las mujeres todavía se les pagaba menos que a los hombres en la fuerza laboral, las desigualdades salariales estaban empezando a disminuir a medida que las mujeres ahora se les pagaba dos tercios del salario típico para los hombres. Sin embargo, el alcance de este cambio está abierto a debate histórico. En parte debido a la participación femenina en el esfuerzo de guerra de Canadá, Estados Unidos, Reino Unido, un número de países europeos extendieron el sufragio a las mujeres en los años posteriores a la Primera Guerra Mundial.
Historiadores británicos ya no hacen hincapié en la concesión del sufragio femenino, como recompensa por la participación de las mujeres en el trabajo de guerra. Pugh (1974) sostiene que la concesión de derechos políticos principalmente a soldados y mujeres en segundo lugar se decidió por los políticos de alto nivel en 1916. En ausencia de grandes grupos de mujeres que exigían la igualdad del sufragio, la conferencia que el gobierno recomienda es el sufragio limitado, la mujer votante con restricción de edad. El Pugh argumenta que las sufragistas se habían debilitado, por los repetidos fracasos antes de 1914 y por los efectos desorganizadores de la movilización para la guerra; por lo que tranquilamente aceptaron estas restricciones, que fueron aprobadas en 1918 por una mayoría del Ministerio de Guerra y cada partido político en el Parlamento.
En términos más generales, Searle (2004) sostiene que el debate británico era esencialmente sobre la década de 1890, y que la concesión de sufragio en 1918 fue principalmente un subproducto de dar el voto a los soldados varones. Las mujeres en el Reino Unido finalmente lograron el sufragio en las mismas condiciones que los hombres en 1928.

### El servicio militar
La Enfermería se convirtió en casi la única zona de contribución femenina que participaba en el frente y experimentaba la guerra activa. En Reino Unido, the Queen Alexandra's Royal Army Nursing Corps, First Aid Nursing Yeomanry y Voluntary Aid Detachment, eran algunos grupos. Todo empezó antes de la Primera Guerra Mundial. Los dispositivos de asistencia vehicular no estaban permitidos en la línea del frente hasta 1915. En la Primera Guerra Mundial se alistaron más de 12 000 mujeres en la marina de los Estados Unidos y en la Infantería de Marina, alrededor de 400 mujeres murieron en la Gran Guerra. Durante la guerra, sirvieron más de 2.000 mujeres en el Cuerpo Médico del Ejército Real de Canadá y el papel de las mujeres canadienses se extendió más allá de la enfermería en el ejército.
Recibieron entrenamiento paramilitar en armas pequeñas, primeros auxilios, de perforación y mantenimiento de vehículos por si fueran necesarias como protectoras del hogar. Cuarenta y tres mujeres en el ejército canadiense murieron durante la Primera Guerra Mundial. El único beligerante en desplegar tropas de combate femenino en un número importante fue el gobierno provisional ruso en 1917. Sus pocos "Batallones de la Mujer" lucharon bien, pero no proporcionó el valor propagandístico esperado de ellos y fueron disueltos antes de fin de año. Después en la guerra civil rusa, los bolcheviques también emplearon a mujeres en la infantería.

## En la Segunda Guerra Mundial

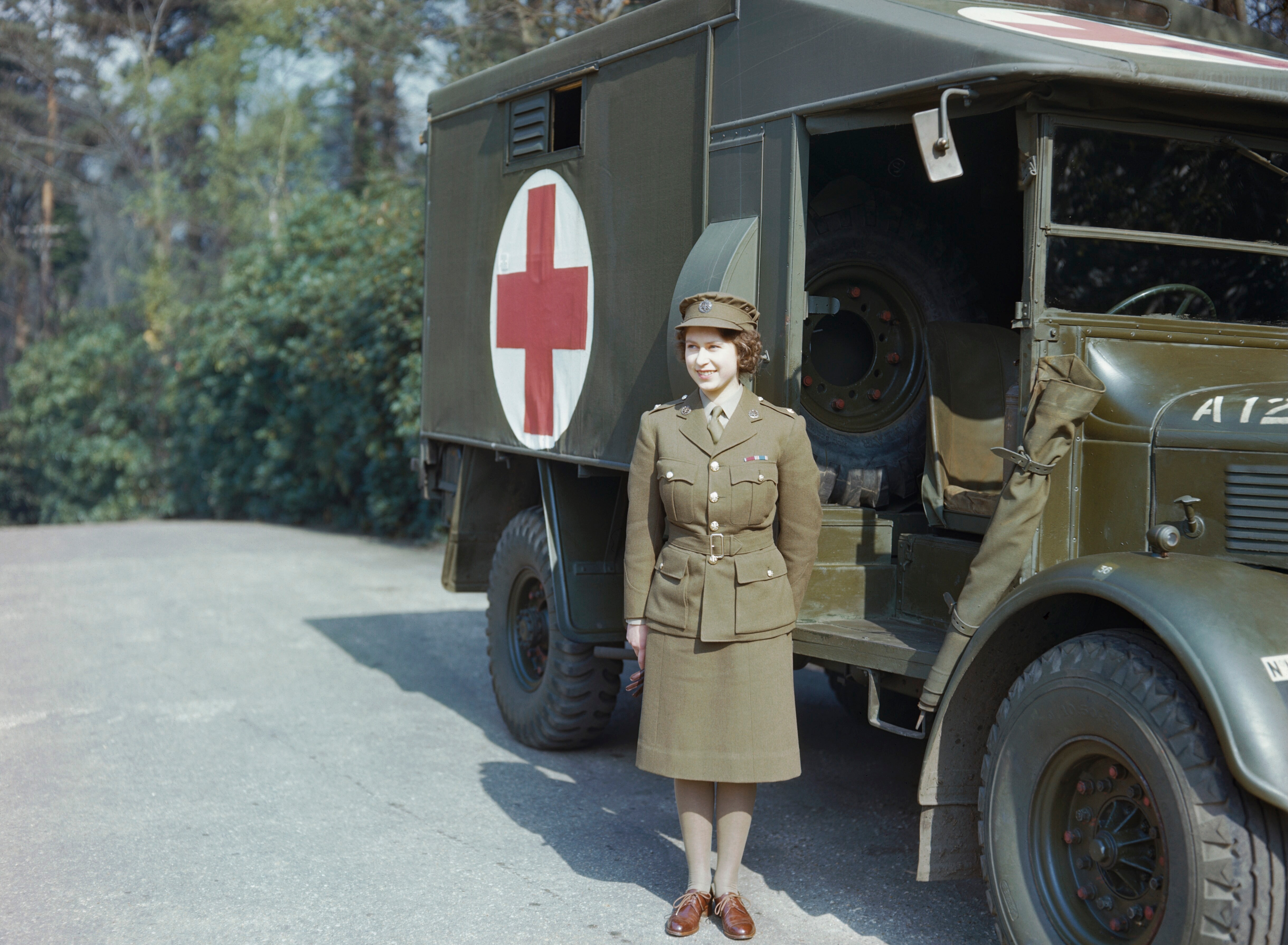
La princesa Isabel en el Servicio Territorial Auxiliar, abril de 1945. La princesa Isabel, segunda subalterna del ATS, de pie frente a una ambulancia.

En la Segunda Guerra Mundial, la expansión del papel de la mujer fue inevitable. Las mujeres tuvieron oportunidades como mano de obra y su papel fue más importante que en la Primera Guerra Mundial. En los Estados Unidos fue simbolizado con el concepto de Rosie la remachadora, una mujer que realizaba trabajos que antes se consideraban de hombres. Cerca del final de la guerra, más de dos millones de mujeres tenían trabajos en las fábricas de armamento. Las mujeres también sirvieron en las fuerzas armadas y combatieron en el frente o participaron en la resistencia. Antes y durante la guerra, el Ejército Imperial Japonés forzó a mujeres a la esclavitud sexual, las conocidas como mujeres de confort.

## Las diferencias geográficas

### Canadá
Las mujeres canadienses se volvieron indispensables porque las guerras mundiales fueron guerras totales que requirieron el máximo esfuerzo de la población civil. Mientras que los canadienses estaban profundamente divididos sobre la cuestión del servicio militar obligatorio para los hombres, hubo un amplio acuerdo en que las mujeres tenían nuevas e importantes funciones que desempeñar en el hogar, en la vida cívica, en la industria, en la enfermería, e incluso en las fuerzas militares. Los historiadores debaten si hubo mucho impacto a largo plazo sobre los roles de las mujeres en la posguerra.

### Las mujeres en el frente interno
- Beauman, Katharine Bentley (1977). Green Sleeves: The Story of WVS/WRVS. Londres: Seeley, Service & Co. Ltd.
- Calder, Angus. (1969). The People's War: Britain 1939-45. ISBN 144810310X.
- Campbell, D'Ann (1984). Women at War With America: Private Lives in a Patriotic Era. ISBN 0674954750.
- Cook, Bernard A. (2006). Women and war: a historical encyclopedia from antiquity to the present. ISBN 1851097708.
- Costello, John (1985). Love, Sex, and War: Changing. Values, 1939-1945. Versión en EE.UU : Virtue under Fire: How World War II Changed Our Social and Sexual Attitudes..
- Woolfitt, Susan (1995). Idle Women (Working Waterways). M & M Baldwin. ISBN 0-947712-28-3.
- Darian-Smith, Kate (1990). On the Home Front: Melbourne in Wartime, 1939-1945. Australia: Oxford UP. ISBN 0522859259.
- Gildea, Robert (2004). Marianne in Chains: Daily Life in the Heart of France During the German Occupation. ISBN 1466850213.
- Maurine W, Greenwald (1990). Women, War, and Work: The Impact of World War I on Women Workers in the United States. ISBN 0801497337.
- Hagemann, Karen and Stefanie Schüler-Springorum (2002). Home/Front: The Military, War, and Gender in Twentieth-Century Germany. Berg. ISBN 1859736653.
- Harris, Carol (2000). Women at War 1939-1945: The Home Front. Stroud: Sutton Publishing Limited. ISBN 0-7509-2536-1.
- Havens, Thomas R. (1975). Women and War in Japan, 1937-1945, American Historical Review (80 (1975):913-934 edición).
- Higonnet,, Margaret R (1987). Behind the Lines: Gender and the Two World Wars. Yale UP. ISBN 0300044291.
- Marwick, Arthur (1974). War and Social Change in the Twentieth Century: A Comparative Study of Britain, France, Germany, Russia, and the United States.
- Noakes, Jeremy (1992). The Civilian in War: The Home Front in Europe, Japan and the U.S.A. in World War II. Exeter: Exęter University Press. ISBN 085989357X.
- Pierson, Ruth Roach (1986). They're Still Women After All: The Second World War and Canadian Womanhood. Toronto: McClelland and Stewart. ISBN 0771069588.
- Regis, Margaret (2008). When Our Mothers Went to War: An Illustrated History of Women in World War II. Seattle: NavPublishing. ISBN 978-1-879932-05-0.
- Wightman, Clare (1999). More than Munitions: Women, Work and the Engineering Industries 1900-1950. Londres: Addison Wesley Longman limited. ISBN 0-582-41435-0.
- Williams, Mari. A. (2002). A Forgotten Army: Female Munitions Workers of South Wales, 1939-1945. Cardiff: Universidad de Wales Press. ISBN 0-7083-1726-X.
- Leslie Sewell (2004). Government Girls of World War II".

### Las mujeres en el servicio militar
- Bidwell, Shelford. The Women's Royal Army Corps (Londres, 1977),
- Campbell, D'Ann. "Women in Combat: The World War Two Experience in the United States, Great Britain, Germany, and the Soviet Union" Journal of Military History (April 1993), 57:301-323. online edition
- Campbell, D'Ann. Women at War With America: Private Lives in a Patriotic Era (1984) ch 1-2
- Campbell, D'Ann. "Women in Uniform: The World War II Experiment," Military Affairs, Vol. 51, No. 3, Fiftieth Year—1937-1987 (julio de 1987), pp. 137–139 in JSTOR
- Cottam, K. Jean, ed. The Golden-Tressed Soldier (Manhattan, KS, Military Affairs/Aerospace Historian Publishing, 1983) Sobre las mujeres soviéticas
- Cottam, K. Jean. Soviet Airwomen in Combat in World War II (Manhattan, KS: Military Affairs/Aerospace Historian Publishing, 1983)
- Cottam, K. Jean. "Soviet Women in Combat in World War II: The Ground Forces and the Navy," International Journal of Women's Studies, 3, no. 4 (1980): 345-57
- DeGroot G.J. "Whose Finger on the Trigger? Mixed Anti-Aircraft Batteries and the Female Combat Taboo," War in History, Volumen 4, Número 4, diciembre de 1997, pp. 434–453(20)
- Dombrowski, Nicole Ann. Women and War in the Twentieth Century: Enlisted With Or Without Consent (1999)
- Grant, Susan-Mary. "On the Field of Mercy: Women Medical Volunteers from the Civil War to the First World War." American Nineteenth Century History (2012) 13#2 pp: 276-278.
- Hacker, Barton C. and Margaret Vining, eds. A Companion to Women's Military History (2012) 625pp; articles by scholars covering a very wide range of topics
- Hagemann, Karen, "Mobilizing Women for War: The History, Historiography, and Memory of German Women’s War Service in the Two World Wars," Journal of Military History 75:3 (2011): 1055-1093
- Krylova, Anna. Soviet Women in Combat: A History of Violence on the Eastern Front (2010) excerpt and text search
- Leneman, Leah. "Medical women at war, 1914–1918." Medical history (1994) 38#2 pp: 160-177. en línea on Britain
- Pennington, Reina. Wings, Women, and War: Soviet Airwomen in World War II Combat (2007) excerpt and text search ISBN 0-7006-1145-2
- Saywell, Shelley. Women in War (Toronto, 1985);
- Seidler, Franz W. Frauen zu den Waffen—Marketenderinnen, Helferinnen Soldatinnen ["Women to Arms: Sutlers, Volunteers, Female Soldiers"] (Koblenz, Bonn: Wehr & Wissen, 1978)
- Stoff, Laurie S. They Fought for the Motherland: Russia's Women Soldiers in World War I And the Revolution (2006)
- Treadwell, Mattie. The Women's Army Corps (1954)
- Tuten, "Jeff M. Germany and the World Wars," in Nancy Loring Goldman, ed. Female Combatants or Non-Combatants? (1982)